# Pålamalm
Pålamalm är ett fritidshusområde vid Stora Skogssjöns östra strand i Botkyrka kommun. År 2000 avgränsade SCB här 50 fritidshus över en yta på 19 hektar. 2005 och 2010 avgränsade SCB här inte längre något fritidshusområde.